# Neriene jinjooensis
Neriene jinjooensis är en spindelart som beskrevs av Paik 1991. Neriene jinjooensis ingår i släktet Neriene och familjen täckvävarspindlar. Inga underarter finns listade i Catalogue of Life.